# Truro (Canadá)
Truro é a cidade sede do condado de Colchester, na província canadense da Nova Escócia, província do atlântico no leste do Canadá.
A população da cidade, de acordo com o censo canadense de 2016, era de 12.261 habitantes e a área era de cerca de 34,49 quilômetros quadrados.